# Gustav Voerg
Gustav "Gus" Voerg (także August Voerg; ur. 7 czerwca 1870 w Saint Louis, zm. 21 kwietnia 1944 tamże) – amerykański wioślarz, brązowy medalista olimpijski.
Wystąpił na igrzyskach olimpijskich w Saint Louis w 1904 roku, gdzie amerykańska osada Western Rowing Club w składzie: Gustav Voerg, John Freitag, Louis Heim i Frank Dummerth zdobyła brązowy medal w czwórce bez sternika. Wyprzedziły ich dwie inne amerykańskie osady: Century Boat Club i Mound City Rowing Club. Startowały tylko trzy zespoły. Był to jego jedyny oficjalny start olimpijski. Na tej samej imprezie został zgłoszony do startu w dwójce bez sternika, jednak ostatecznie nie wystąpił. 
Poza wioślarstwem uprawiał także pływanie i bowling.